# Ronde van Frankrijk 2023/Twintigste etappe
De twintigste etappe van de Ronde van Frankrijk 2023 is een bergrit met een lengte van 133,0 kilometer. De etappe wordt verreden op 22 juli met de start in Belfort en de finish in Le Markstein-Fellering.

## Parcours
De achtste en laatste bergetappe is relatief kort maar telt wel zes beklimmingen in de Vogezen. Vanaf de start loopt de weg vrijwel direct omhoog en na 24 kilometer wordt de top van de Ballon d'Alsace, een berg van tweede categorie bereikt. Na de afdaling ligt de tussensprint bij kilometer 38,0 in Fresse-sur-Moselle en na 56,5 kilometer fietsen wordt de Col de la Croix Moinats van tweede categorie gepasseerd. Direct daarna volgt de derde beklimming van tweede categorie, de Col de Grosse Pierre. De vierde klim deze etappe is van de derde categorie en ligt op de Col de la Schlucht met de top na exact 80 kilometer fietsen. Hierna volgt een lange afdaling van ruim 17 kilometer voordat de beklimming van de Petit Ballon van de eerste categorie begint met een lengte van bijna 10 kilometer. De zesde en laatste klim van de dag vindt plaats op de Col du Platzerwasel van eerste categorie met lengte van 7 kilometer en de top na 125,5 kilometer fietsen. Hierna volgt nog een relatief vlak gedeelte van 7,5 kilometer naar de finish in Le Markstein-Fellering.

## Verloop
Tadej Pogačar heeft de achtste en laatste bergetappe van deze Ronde van Frankrijk gewonnen.
Na 33 kilometer koers, aan het einde van de afdaling van de Ballon d'Alsace, kwamen de Spanjaard Carlos Rodríguez en de Amerikaan Sepp Kuss, die beiden in de top 10 van het algemeen klassement stonden, zwaar ten val. De twee renners, die verwondingen opliepen aan het gezicht en ledematen, konden de wedstrijd wel vervolgen. De eerste tachtig kilometer van de etappe door de Vogezen werd voornamelijk gekenmerkt door de aanvalstlust van de Italiaanse bolletjestrui-drager Giulio Ciccone. Hij kwam vier keer als eerste boven op achtereenvolgens de Ballon d'Alsace, de Col de la Croix Moinats, de Col de Grosse Pierre en de Col de la Schlucht en stelde zo de overwinning in het bergklassement veilig, omdat hij de etappe de volgende dag op de Champ-Elysées in Parijs zou finishen. 
Tijdens de beklimming van de Petit Ballon liet de Fransman Thibaut Pinot, bezig met zijn laatste Ronde van Frankrijk en vandaag rijdend door zijn geboortestreek, zijn negen vluchtmakkers achter onder het gejuich van zijn meegereisde supporters. Hij kwam op de top boven met een voorsprong van ongeveer dertig seconden op zijn naaste achtervolgers en één minuut en vijf seconden op de groep gele trui.
Op de slotklim van de dag, de Col du Platzerwasel, probeerde Tadej Pogačar vanuit de groep gele trui te demarreren op 5,5 kilometer van de top, maar hij werd onmiddellijk gevolgd door Jonas Vingegaard, die niet overnam, waardoor de Oostenrijker Felix Gall terug kon komen. Op de kop van de wedstrijd werd Pinot op 4,5 kilometer van de top bijgehaald door de Brit Tom Pidcock en de Fransman Warren Barguil (Arkéa-Samsic). Het trio Pinot, Pidcock en Barguil werd gegrepen en ingehaald door het trio Gall, Vingegaard, Pogačar, die ook in die volgorde over de bergtop heen kwamen. 
Achter hen ging de strijd om de derde plaats in het algemeen klassement tussen de Spanjaard Carlos Rodríguez en de Brit Adam Yates. De broers Adam en Simon Yates, voegden zich bij de drie koplopers. De vijf renners sprintten voor de overwinning, Tadej Pogačar pakte zijn tweede etappewinst deze Ronde van Frankrijk, Felix Gall werd tweede en Jonas Vingegaard kwam als derde over de eindstreep voor de broers Adam en Simon Yates.
Door de valpartij aan het begin van de etappe zakte Carlos Rodríguez één plaats in het algemeen klassement en werd gepasseerd door Simon Yates terwijl Sepp Kuss drie plaatsen terug viel en buiten de top 10 terecht kwam op de twaalfde plaats.

## Uitslag etappe
| Belfort – Le Markstein-Fellering (133,0 km) |                            |                        |          |
| Plaats                                      | Naam                       | Ploeg                  | Tijd     |
| 1                                           | Tadej Pogačar              | UAE Team Emirates      | 3u27'18" |
| 2                                           | Felix Gall                 | AG2R-Citroën           | z.t.     |
| 3                                           | Jonas Vingegaard           | Team Jumbo-Visma       | z.t.     |
| 4                                           | Simon Yates                | Team Jayco AlUla       | z.t.     |
| 5                                           | Adam Yates                 | UAE Team Emirates      | + 7"     |
| 6                                           | Warren Barguil             | Arkéa-Samsic           | + 33"    |
| 7                                           | Thibaut Pinot              | Groupama-FDJ           | z.t.     |
| 8                                           | Pello Bilbao               | Bahrain-Victorious     | z.t.     |
| 9                                           | Tobias Halland Johannessen | Uno-X Pro Cycling Team | + 50"    |
| 10                                          | Rafał Majka                | UAE Team Emirates      | z.t.     |
|                                             |                            |                        |          |
| 13                                          | Wout Poels                 | Bahrain-Victorious     | + 2'42"  |
| 15                                          | Dylan Teuns                | Israel-Premier Tech    | + 2'52"  |

 –  Thibaut Pinot was de strijdlustigste renner van de twintigste etappe.

## Klassementen

### Algemeen klassement
| Algemeen klassement (gele trui) |                  |                    |            |
| Plaats                          | Naam             | Ploeg              | Tijd       |
| Gele trui                       | Jonas Vingegaard | Team Jumbo-Visma   | 79u16'38"  |
| 2                               | Tadej Pogačar    | UAE Team Emirates  | + 7'29"    |
| 3                               | Adam Yates       | UAE Team Emirates  | + 10'56"   |
| 4                               | Simon Yates      | Team Jayco AlUla   | + 12'23"   |
| 5                               | Carlos Rodríguez | INEOS Grenadiers   | + 13'17"   |
| 6                               | Pello Bilbao     | Bahrain-Victorious | + 13'27"   |
| 7                               | Jai Hindley      | BORA-hansgrohe     | + 14'44"   |
| 8                               | Felix Gall       | AG2R-Citroën       | + 16'09"   |
| 9                               | David Gaudu      | Groupama-FDJ       | + 23'08"   |
| 10                              | Guillaume Martin | Cofidis            | + 26'30"   |
|                                 |                  |                    |            |
| 18                              | Wilco Kelderman  | Team Jumbo-Visma   | + 1u06'46" |
| 24                              | Tiesj Benoot     | Team Jumbo-Visma   | + 1u46'55" |

### Puntenklassement
| Puntenklassement (groene trui) |                   |                    |        |
| Plaats                         | Naam              | Ploeg              | Punten |
| Groene trui                    | Jasper Philipsen  | Alpecin-Deceuninck | 377    |
| 2                              | Mads Pedersen     | Lidl-Trek          | 258    |
| 3                              | Bryan Coquard     | Cofidis            | 188    |
| 4                              | Tadej Pogačar     | UAE Team Emirates  | 166    |
| 5                              | Jonas Vingegaard  | Team Jumbo-Visma   | 128    |
| 6                              | Kasper Asgreen    | Soudal Quick-Step  | 125    |
| 7                              | Jordi Meeus       | BORA-hansgrohe     | 123    |
| 8                              | Matej Mohorič     | Bahrain-Victorious | 106    |
| 9                              | Pello Bilbao      | Bahrain-Victorious | 103    |
| 10                             | Simon Yates       | Team Jayco AlUla   | 95     |
|                                |                   |                    |        |
| 11                             | Dylan Groenewegen | Team Jayco AlUla   | 95     |

### Bergklassement
| Bergklassement (bolletjestrui) |                            |                        |        |
| Plaats                         | Naam                       | Ploeg                  | Punten |
| Bolletjestrui                  | Giulio Ciccone             | Lidl-Trek              | 105    |
| 2                              | Felix Gall                 | AG2R-Citroën           | 92     |
| 3                              | Jonas Vingegaard           | Team Jumbo-Visma       | 89     |
| 4                              | Neilson Powless            | EF Education-EasyPost  | 58     |
| 5                              | Tadej Pogačar              | UAE Team Emirates      | 55     |
| 6                              | Simon Yates                | Team Jayco AlUla       | 44     |
| 7                              | Tobias Halland Johannessen | Uno-X Pro Cycling Team | 38     |
| 8                              | Jai Hindley                | BORA-hansgrohe         | 31     |
| 9                              | Michał Kwiatkowski         | INEOS Grenadiers       | 30     |
| 10                             | Mattias Skjelmose Jensen   | Lidl-Trek              | 29     |
|                                |                            |                        |        |
| 14                             | Wout Poels                 | Alpecin-Deceuninck     | 20     |
| 20                             | Maxim Van Gils             | Lotto-Dstny            | 16     |

### Jongerenklassement
| Jongerenklassement (witte trui) |                            |                        |            |
| Plaats                          | Naam                       | Ploeg                  | Tijd       |
| Witte trui                      | Tadej Pogačar              | UAE Team Emirates      | 79u24'07"  |
| 2                               | Carlos Rodríguez           | INEOS Grenadiers       | + 5'28"    |
| 3                               | Felix Gall                 | AG2R-Citroën           | + 8'40"    |
| 4                               | Tom Pidcock                | INEOS Grenadiers       | + 40'23"   |
| 5                               | Mattias Skjelmose Jensen   | Lidl-Trek              | + 2u07'58" |
| 6                               | Tobias Halland Johannessen | Uno-X Pro Cycling Team | + 2u08'04" |
| 7                               | Mathieu Burgaudeau         | Team TotalEnergies     | + 2u13'44" |
| 8                               | Clément Champoussin        | Arkéa-Samsic           | + 2u50'38" |
| 9                               | Matthew Dinham             | Team DSM-Firmenich     | + 3u06'03" |
| 10                              | Maxim Van Gils             | Lotto-Dstny            | + 3u10'20" |
|                                 |                            |                        |            |
| 13                              | Lars van den Berg          | Groupama-FDJ           | + 3u38'34" |

### Ploegenklassement
| Ploegenklassement |                    |            |
| Plaats            | Ploeg              | Tijd       |
|                   | Team Jumbo-Visma   | 238u31'02" |
| 2                 | UAE Emirates       | + 13'49"   |
| 3                 | INEOS Grenadiers   | + 27'38"   |
| 4                 | Bahrain-Victorious | + 28'37"   |
| 5                 | Groupama-FDJ       | + 57'20"   |

## Uitvaller
- Victor Lafay (Cofidis): Opgave na een val tijdens de afdaling van de Petit Ballon.

1e etappe ·
2e etappe ·
3e etappe ·
4e etappe ·
5e etappe ·
6e etappe ·
7e etappe ·
8e etappe ·
9e etappe ·
10e etappe ·
11e etappe ·
12e etappe ·
13e etappe ·
14e etappe ·
15e etappe ·
16e etappe ·
17e etappe ·
18e etappe ·
19e etappe ·
20e etappe ·
21e etappe
Startlijst · Eindstanden · Afbeeldingen